# وادی حربیل
وادی حربیل (به عربی: وادي حربيل) یک شهرداری در الجزایر است که در استان مدیه واقع شده‌است. وادی حربیل ۶۲ کیلومتر مربع مساحت و ۴٬۷۶۸ نفر جمعیت دارد.